# Meliolina novae-zelandiae
Meliolina novae-zelandiae är en svampart som beskrevs av Hansf. 1954. Meliolina novae-zelandiae ingår i släktet Meliolina och familjen Meliolinaceae.   Inga underarter finns listade i Catalogue of Life.